# Gimlinge Sogn
Gimlinge Sogn 
ist eine Kirchspielsgemeinde (dän.: Sogn)
auf der Insel Sjælland in Dänemark.
Bis 1970 gehörte sie zur Harde Vester Flakkebjerg Herred im damaligen Sorø Amt, danach zur Hashøj Kommune im Vestsjællands Amt, die im Zuge der  Kommunalreform zum 1. Januar 2007 in der Slagelse Kommune in der Region Sjælland aufgegangen ist.
Im Kirchspiel leben 1386 Einwohner (Stand: 1. Januar 2023).
Im Kirchspiel liegt die Kirche „Gimlinge Kirke“.
Nachbargemeinden sind im Nordosten Kirkerup Sogn, im Norden Sørbymagle Sogn, im Nordwesten Sludstrup Sogn, im Westen Skørpinge Sogn und Flakkebjerg Sogn, im Südwesten Høve Sogn und im Südosten Hyllested Sogn, ferner in der östlich benachbarten Næstved Kommune Ting Jellinge Sogn und Krummerup Sogn.